# Agentes in rebus
Agentes in rebus (на гръцки: ἀγγελιαφόροι or μαγιστριανοί) са държавна служба, създадена в края на 3 или началото на 4 век – най-късно 319 година /вероятно по време на управлението на Диоклециан. Представлява специално организирана императорска куриерска служба за донасяне на информация за състоянието в/на провинциите. Ръководи се от Магистър официй (на латински: magister officiorum) със заместник Комит диспозий (на латински: comes dispositionum).
Постепенно в управлението на Римската империя възниква необходимост от замяна на фрументариите с по-ефикасна и информационна служба. Първоначално императорските куриери са ползвани само за разнасяне на съобщения и пратки, но впоследствие са натоварени основно със задачи по събиране и набавяне на информация и донесения за нуждите на императорската канцелария и управлението. Процесът на трансформация е исторически обусловен от обстоятелствата по издаване на Миланския едикт за равнопоставеност и веротърпимост към християнството. Това се случва в период на трансмисия на ранното християнство, чрез постепенното му официализиране, в държавна религия. Замяната на фрументариите с римска тайна полиция отразява на вътрешно ниво този процес на приемане, официализиране и налагане на християнството за официална религия в/на Римската империя.
По време на управлението на император Константин II окончателно се оформя структурата и начина на дейност на римската тайна полиция. Всяка провинция на империята се сдобива с по двама наместници (от 357 година) които следят пощата и съобщенията в своята юрисдикция, като изпращат регулярно доклади до императорската канцелария за състоянието на вътрешните работи и дела в привинцията. От 395 броя на агентите за провинция е редуциран до един, но от 412 техния брой е увеличен многократно. Основно дейността им е насочена към разкриването на тайни завери и заговори срещу властта. Агентите на тайната имперска служба не са осъществявали арести или извършвали разпити, обиски, претърсвания, изземвания, а само са донасяли на властта, която е разполагала с други властови ресурси и структури, чрез които да противодейства на антидържавните действия и осуети извършването на заплануваните престъпления.
Имперските агенти по места са надзиравали състоянието на римските пътища в провинциите, като са отговаряли и за сигурността на императорската кореспонденция.